# Lucarré
Lucarré é uma comuna francesa na região administrativa da Nova Aquitânia, no departamento dos Pirenéus Atlânticos. Estende-se por uma área de 3,25 km². Em 2010 a comuna tinha 61 habitantes (densidade: 18,8 hab./km²).